# 维瑞普拉卡
维瑞普拉卡（英語：Viriplaca）古罗马神话女性神祇之一，被稱為是「撫慰人類憤怒的女神」，祂是維持夫妻平和的女神，维瑞普拉卡在巴拉丁諾山上有一座聖殿，當女人認為自己被丈夫冤枉時，她們可以來到這座聖殿向维瑞普拉卡訴苦。它作为古罗马人所崇拜与供奉的众多神祇之一发挥影响并产生作用，以具有抚慰身心之代表意义而在古罗马闻名遐迩。具有重要的影响与积极意义。